# Trafford Leigh-Mallory
Luftmarskal Sir Trafford Leigh-Mallory KCB, DSO med bjælke (født 11. juli 1892, død 14. november 1944) var en højtstående officer i Royal Air Force. Leigh-Mallory blev dræbt under 2. verdenskrig og var den højest rangerende britiske officer, som blev dræbt i krigen.

## Tidlige år
Trafford Leigh-Mallory blev født i Mobberley, Cheshire, som søn af Herbert Leigh Mallory, rektor på Mobberly. Han var yngre bror til George Leigh Mallory, den kendte bjergbestiger. Han blev uddannet på Haileybury og på Magdalen College, Cambridge hvor han var medlem af en litterær klub. Her mødte han Arthur Tedder, den senere luftmarskal for RAF. Han bestod sin bacheloreksamen i jura og havde ansøgt om lov til at fungere som advokat i London i 1914, da krigen brød ud.

## Første verdenskrig
Leigh-Mallory meldte sig straks som frivillig i en bataljon i territorialhæren (dvs. reserven) som menig. Han blev snart udnævnt til officer og overført til "Lancashire Fusiliers", selv om officeruddannelsen holdt ham tilbage i England, da hans bataljon blev sendt til fronten. I foråret 1915 kom han til fronten sammen med South Lancashire Regiment og blev såret under et angreb i det Andet slag om Ypres. Tilbage i England giftede han sig med Doris Sawyer, som han fik to børn med.
Efter at hans sår var helet, sluttede han sig til Royal Flying Corps i januar 1916 og blev optaget som pilotaspirant. I juli 1916 blev han sendt til No. 7 Squadron, hvor han gennemførte bombning, rekognoscering og luftfotografering under slaget ved Somme. Derefter blev han overført til No. 5 Squadron, inden han vendte tilbage til England for at blive forfremmet til major og blive eskadrillechef.
Leigh-Mallorys første kampenhed var No. 8 Squadron i november 1917. I perioden efter slaget ved Cambrai var No. 8 Squadron involveret i et samarbejde med hæren om at styre kampvogne og artilleri. Leigh-Mallory blev bemærket for sin energi og effektivitet, selv om hans mænd anså ham for fjern og opblæst.
Ved våbenhvilen blev han omtalt i depecher og fik tildelt Distinguished Service Order.
Efter krigen overvejede Leigh-Mallory at genindtræde i advokatstanden, men uden større udsigt til at få en juridisk karriere valgte han at blive i det nyligt startede Royal Air Force (RAF), hvor han overtog kommandoen over våbenhvileeskadrillen. Senere forfremmelser betød, at han kom på RAF Staff College og fik ledelsen af School of Army Cooperation, inden han blev forflyttet til Army Staff College, Camberley. Han var nu en førende autoritet, når det gjaldt samarbejde med hæren, og i 1930 underviste han på Royal United Services Institute i samarbejde mellem luftvåbenet og mekaniserede styrker.
En post i luftfartsministeriet i 1932 betød, at Leigh-Mallory var med i den britiske delegation ved nedrustningskonferencen i Geneve inden for Folkeforbundets rammer, og han fik mange kontakter. Efter konferencens sammenbrud vendte han tilbage til luftfartsministeriet og blev sendt på Imperial Defence College, det højest rangerende stabskursus. Manglende erfaring som overordnet chef betød, at han en overgang var leder af No. 2 Flying School, inden han kom til at gøre tjeneste som stabsofficer i udlandet. Han blev overført til RAF i Irak i julen 1935 og var til stede under kuppet i 1936, hvor han var ansvarlig for sikkerheden på basen og på et vist tidspunkt måtte kvæle et oprør med bluff. I december 1937 vendte Leigh-Mallory, som nu var oberst (Group Captain), tilbage til England for at blive chef for 12. jagergruppe, Fighter Command.

## Slaget om England
På trods af sin manglende erfaring med jagerfly overtog Leigh-Mallery kommandoen over den 12. jagergruppe og viste sig at være en energisk organisator og leder. Den 1. november 1938 blev han forfremmet til generalmajor (Air Vice Marshal), en af de yngre af slagsen på daværende tidspunkt i RAF. Hans stab satte stor pris på ham, mens han havde et anstrengt forhold til cheferne for flyvestationerne i sit område. Det sagdes om ham, at han "aldrig søgte popularitet, men altid stod bag sin stab. Han var yderst ambitiøs, men holdt aldrig igen på grund af ambitioner."

### 12. jagergruppe og den "Store formation"
Under Slaget om England skændtes Leigh-Mallory med generalmajor Keith Park, chefen for 11. jagergruppe. Park, som var ansvarlig for forsvaret af det sydøstlige England og London, klagede over, at 11. jagergruppe ikke gjorde nok for at beskytte flyvestationerne i det sydøstlige område. Leigh-Mallory havde på den anden side sammen med fungerende eskadrillechef Douglas Bader udformet en stor jagerformation, som var kendt som den "Store formation" (Big Wing), som de benyttede uden større succes til at jage tyske formationer med. Leigh-Mallory var kritisk overfor Parks taktik og Sir Hugh Dowding, lederen af Fighter Command, idet han mente, at der ikke blev gjort nok for at tillade store formationer at operere. Han arbejdede energisk i de politiske cirkler for at få fjernet Park som chef for 11. jagergruppe.
Efter slaget om England fjernede luftmarskal Charles Portal, den nye chef for luftstaben, der havde været enig med Leigh-Mallory, både Park og Dowding fra deres poster. Leigh-Mallory overtog Parks post som chef for 11. jagergruppe. Som en af dem, der havde fordel af ledelsesændringen, er Leigh-Mallory blevet beskyldt for at have stået bag et komplot for at få fjernet Dowding.

## Fighter Command og D-dag
En af grundene til, at Leigh-Mallory var blevet udpeget til at lede 11. jagergruppe, var, at han blev anset for at være en offensivt orienteret leder af samme støbning som Trenchard. Da han var blevet udnævnt, begyndte han snart at sende eskadriller af jagerfly ind over Frankrig, kendt som "rodeoer". (Når de var ledsaget af bombefly for at provokere fjendtlige jagere, blev de kaldt 'Circus' operationer). Leigh-Mallory fik megen kritik for disse angreb over fjendens territorium, fordi de medførte store tab for RAF, der alene i 1941 mistede 500 piloter, hvilket betød, at man mistede 4 fly for hvert tysk fly, der blev skudt ned. Det var bestemt en stejl indlæringskurve. Og som en af hans stabsofficerer pointerede: 'Efter min mening lærte vi fandens meget — hvordan disse angreb skal sættes ind ved at snyde radaren og benytte modoffensivsteknikker. [I Mellemøsten] fungerede de stadig som under 1. Verdenskrig — de lærte ingen af afledningsteknikkerne såsom at sende jagerfly ind højt oppe og snige bombeflyene ind nedenunder.' At beholde 75 eskadriller, hvoraf mange skulle udføre offensive operationer fra Storbritannien i 1941, var også en tvivlsom beslutning, når Malta og Singapore kun blev forsvaret med ældre og forældede flytyper.
I 1942 blev Leigh-Mallory udpeget til at lede flystyrkerne under Slaget ved Dieppe, som fandt sted i august. Fighter Command indsatte 50 eskadriller, som skulle yde dækning og seks, som skulle give nærstøtte. Tabene under det mislykkede angreb var igen store, delvis på grund af de nye tyske Fw 190 var de britiske Spitfire Mark V overlegne.
I november 1942 efterfulgte Leigh-Mallory Sholto Douglas som leder af Fighter Command og blev forfremmet til general (Air Marshal). Han blev også udnævnt til Knight Commander of the Order of the Bath i januar 1943 efter at have besøgt hovedkvarterer for hær og luftvåben i Afrika begyndte han at tale for en samlet ledelse af de allierede luftstyrker ved den kommende invasion i Vesteuropa. Der var betydelig modstand mod en sådan post, da ingen af de bestående ledere herunder Arthur Tedder, Arthur Harris i Bomber Command og Carl Spaatz fra den amerikanske hærs luftvåben syntes interesseret i at afgive indflydelse eller autonomi. Det var naturligvis grunden til, at der var behov for en samlet leder, og Leigh-Mallory med sin betydelige erfaring i at samarbejde med hæren var den oplagte kandidat til jobbet. I august 1943 blev Leigh-Mallory således udpeget til øverstkommanderende for luftstyrkerne i Allied Expeditionary Air Forces ved den kommende invasion i Normandiet, hvor han opstillede luftvåbenets plan for Operation Overlord. (Selv om det lykkedes for Tedder at fravriste noget af ansvaret for planen fra Leigh-Mallory).
Et andet synspunkt på denne sag er, at på grund af det tætte samarbejde mellem Eisenhower og Tedder under deres tidligere felttog foretrak Eisenhower Tedder frem for Leigh-Mallory. Og efter at Leigh-Mallory blev udpeget som chef for flystyrkerne i Sydøstasien, var det Tedder, som i praksis ledede alle de allierede flystyrker på kontinentet indtil krigens slutning i Europa.
Leigh-Mallory havde herefter den vigtige opgave at koordinere de forskellige luftstyrker under Operation Overlord, et arbejde, som de underordnede chefer i stort omfang tog æren for. Hans dagbøger afslører, at hans primære bekymring gik på at få afskærmet kampområdet og begrænse og afbryde de tyske enheders bevægelsesmuligheder. Da mange af de hermed forbundne bombeangreb rettes sig mod transportknudepunkter såsom byer og landsbyer, kom Leigh-Mallory under politisk pres for at begrænse effekten på franske civile. Han strittede imod og insisterede på, at civile ofre var uheldige, men nødvendige hvis bombardementerne skulle have nogen effekt.
Hans holdninger bragte Leigh-Mallory i konflikt med mange i luftvåbenet, som var bekymrede over at blive underlagt hæren og kun var villige til at yde mindst mulig støtte til styrkerne på landjorden. Leigh-Mallory måtte slå hårdt i bordet for at kunne give invasionshærene mest mulig luftstøtte.
Det viste sig, på trods af dårligt vejr, at Leigh-Mallorys plan for indsatsen i luften havde held til væsentligt at forsinke mobiliseringen af den tyske hær, og hans erfaring med at samarbejde med hæren bar frugt. General Bernard Montgomery var tilfreds med støtten fra luften og skrev til krigsministeriet: "Vi må helt klart beholde Leigh-Mallory som luftmarskal. Han er den eneste i luftvåbenet, som arbejder på at vinde krigen på landjorden, og han nærer ingen jalousi".
Efter invasionen måtte Leigh-Mallory også håndtere truslen fra V-1 – de flyvende bomber og indsætte bombefly i angreb på affyringsramperne i en operation med kodenavnet Operation Crossbow, foruden at organisere jagereskadriller til forsvar af De britiske øer.

## Død og eftermæle
I august 1944, da slaget i Normandiet var omtrent overstået, blev Leigh-Mallory udpeget til luftmarskal i Sydøstasien, men inden han kunne overtage sin post, blev han dræbt undervejs til Burma, da hans fly styrtede ned i de franske alper. Alle ombordværende, også hans kone, blev dræbt. Den efterfølgende undersøgelse viste, at ulykken skyldtes dårligt vejr og kunne have været undgået, hvis Leigh-Mallory ikke havde insisteret på, at flyvningen skulle gennemføres under så dårlige omstændigheder.
Leigh-Mallory ligger sammen med sin kone og de 10 besætningsmedlemmer begravet i Le Rivier d'Allemont i nærheden af ulykkesstedet. I 2004 åbnede den lokale kommune et lille, men udmærket museum om Leigh-Mallory og ulykken i anledning af 60 årsdagen for ulykken og som erindring om de, som døde.
Ved et af skæbnens luner var det Leigh-Mallorys rival fra Slaget om England, Keith Park, som kom til at overtage hans post i Sydøstasien.
Leigh-Mallory betragtes ikke generelt som en af de store ledere i 2. Verdenskrig. Der er en række grunde hertil. Nogle mener, at hans rygte er blevet skadet af tilhængere af Dowding og Park i debatten efter krigen om den store formation. Under hans ledelse af Fighter Command i 1941 var han også ansvarlig for introduktion af taktik, som førte til store tab. Andre tog senere en stor del af æren for luftvåbenets indsats under Operation Overlord, som foregik under hans ledelse.
Nogle historikere har beskrevet Leigh-Mallory som ambitiøs og intrigant og har kaldt ham opblæst og arrogant. Bernard Montgomery sagde, at han var en "gutless bugger". Andre officerer beskrev hans loyalitet, generøsitet, energi, organisationstalent og åbenhed overfor nye ideer. Desværre overlevede Leigh-Mallory ikke selv krigen, så han kunne forsvare sig eller skrive sine erindringer, selv om han havde mægtige væbnere i form af folk som Douglas Bader, der kunne tale hans sag.

## Hobbyer og interesser
Leigh-Mallory var en ivrig sejler. Efter at et af hans børn havde overlevet en alvorlig sygdom, blev han interesseret i helbredelse ved tro og spiritualisme. Ifølge en anekdote hævdede han, at have set ånden fra Mrs Emily Langton Massingberd, kvinderetsforkæmperen ved Gunby Hall i Lincolnshire. Da Gunby Hall var truet af nedrivning under 2. verdenskrig for at skaffe plads til en flyveplads, greb Leigh-Mallory ind for at bevare den. Den er nu i hænderne på National Trust.

## Forfremmelser
- Menig – 1914
- Sekondløjtnant i hæren – 1914
- Løjtnant – 1915
- Kaptajn – 1916
- Major – 1917
- Major, RAF – 1919
- Eskadrillechef, RAF – 1919
- Oberstløjtnant – 1925
- Oberst – 1932
- Brigadegeneral – 1936
- Generalmajor – 1938
- Fungerende general – 13. juli 1942
- Midlertidig general – 1. december 1942
- Fungerende general – 15. december 1943
- General – 1. januar 1944

## Æresbevisninger
- Omtalt i depeche – 1918
- Distinguished Service Order (DSO) – 1918
- Companion of the Order of the Bath (CB) – 1940
- Omtalt i depeche – 1940
- Kommandørkors med stjerne i Order Odrodzenia Polski (ordenen for Polens genfødsel) – 1942
- Knight Commander of the Order of the Bath (KCB) – 1943
- Omtalt i depeche – 1943
- Kutozov ordenen af 1. klasse – 1944
- Bjælke til DSO – 1944